# Lake Warrawarrinna
Lake Warrawarrinna är en sjö i Australien. Den ligger i delstaten South Australia, omkring 710 kilometer norr om delstatshuvudstaden Adelaide. 
Trakten runt Lake Warrawarrinna är ofruktbar med lite eller ingen växtlighet. Trakten runt Lake Warrawarrinna är nära nog obefolkad, med mindre än två invånare per kvadratkilometer. Genomsnittlig årsnederbörd är 187 millimeter. Den regnigaste månaden är februari, med i genomsnitt 57 mm nederbörd, och den torraste är oktober, med 1 mm nederbörd.